# The Black Label
The Black Label (кор. 더 블랙 레이블; стилизовано как THEBLΛƆKLΛBEL) — южнокорейский лейбл звукозаписи и ассоциированная компания YG Entertainment. Основан в 2015 году музыкальным продюсером Тэдди Паком и Kush.

## История
22 сентября 2015 года YG Entertainment объявили о создании независимого дочернего лейбла, который возглавят продюсеры Тедди Пак и Kush. 17 марта 2016 года Zion.T присоединился к нему. 3 мая 2017 года Okasian также подписал эксклюзивный контракт с этой компанией. Также исполнительницей The Black Label является Чон Соми, подписавшая контракт в сентябре 2018 года и дебютировала 13 июня 2019 года. 16 ноября 2020 года, согласно квартальному отчёту YG Entertainment, лейбл был преобразован в ассоциированную компанию. 26 декабря 2022 года было объявлено, что Тхэян присоединился к агентству и продолжил быть участником Big Bang.
В январе 2023 года актёр Пак Погом подписал контракт с лейблом. В апреле The Black Label создал совместное с Charoen Pokphand Group, крупнейшим конгломератом Таиланда, предприятие под названием The Black Sea для продвижения на Юго-Восточной Азии.
18 июня 2024 года The Black Label объявили, что Розэ из Blackpink подписала с ними контракт в ходе её сольной деятельности. 1 июля компания сообщила об окончании своего эксклюзивного контракта с Zion.T. 16 августа 2024 года The Black Label объявили о запуске своей первой гёрл-группы Meovv, которая дебютировала 6 сентября 2024 года.

## Артисты

### Музыкальные исполнители

#### Группы
- Meovv
- AllDay Project

#### Солисты
- Чон Соми
- Тэян
- Розэ
- R.Tee

### Продюсеры
- Тедди
- R.Tee
- Чон Соми
- Тэян
- Розэ

### Актёры и модели
- Пак Погом
- Ли Чон Вон
- Элла Гросс